# St. Oswald (Litzlohe)

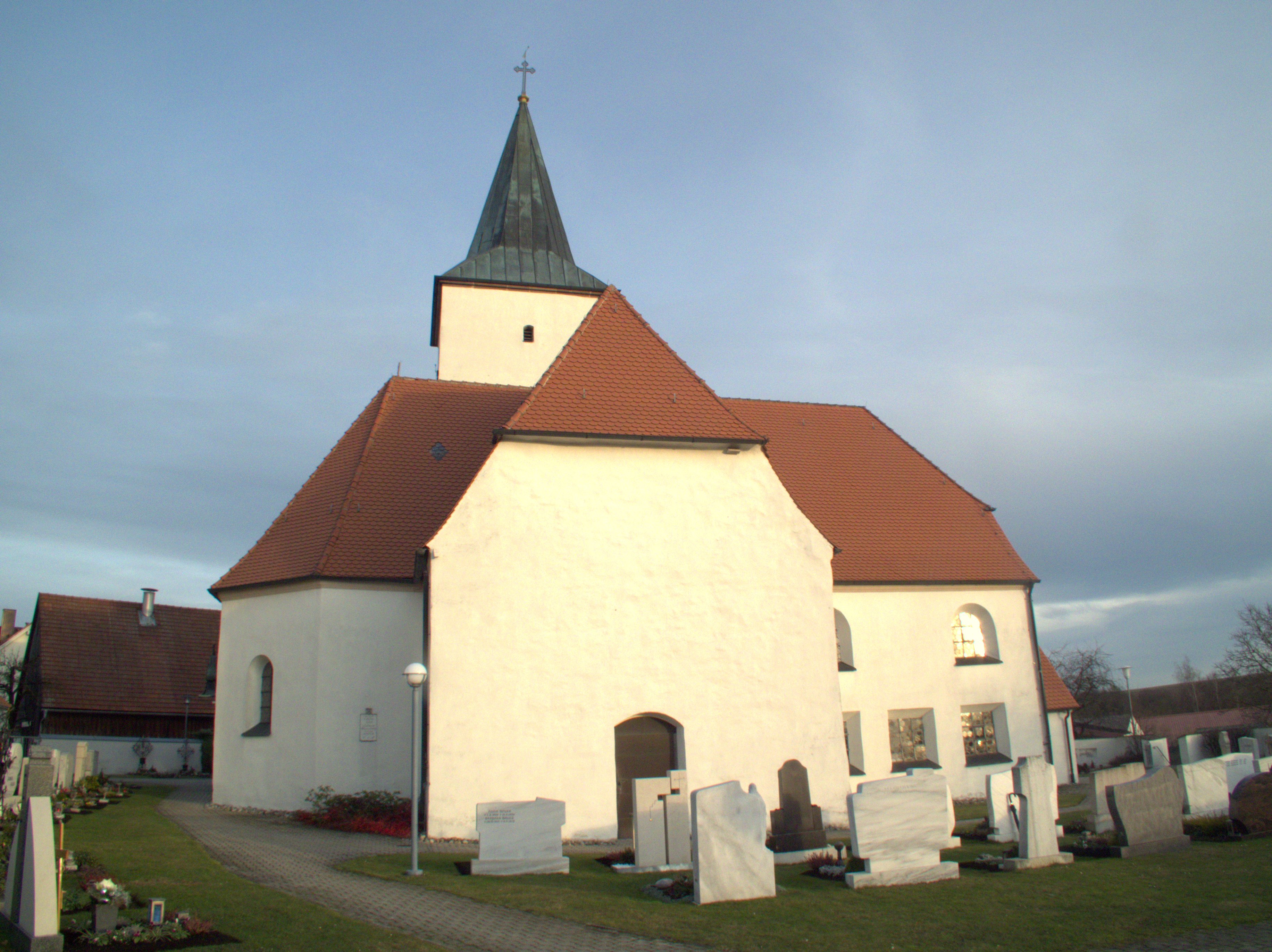
St. Oswald (Litzlohe)

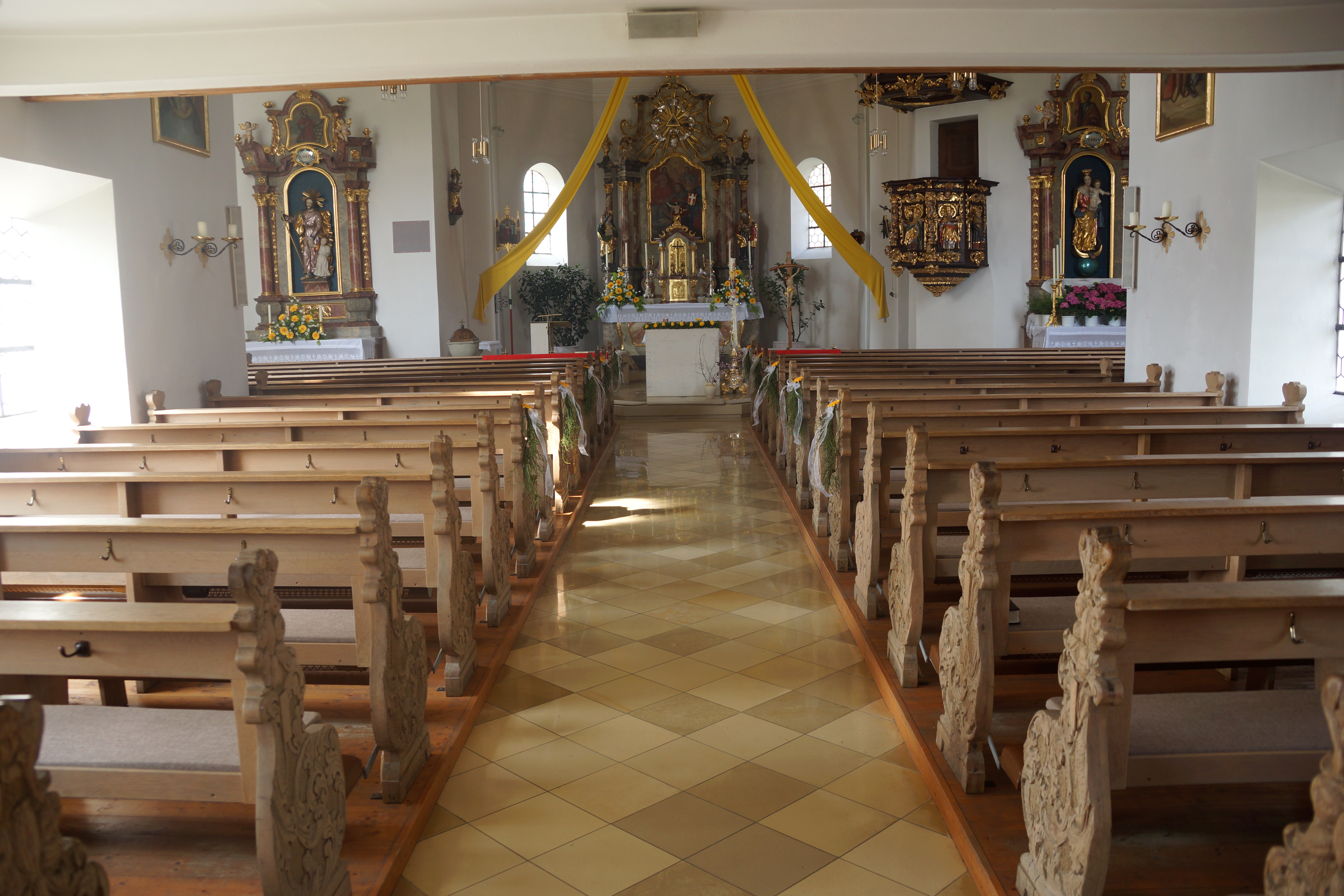
Innenraum, Blick nach Norden

Die römisch-katholische, denkmalgeschützte Pfarrkirche St. Oswald steht in Litzlohe, einem Gemeindeteil der Gemeinde Pilsach im Landkreis Neumarkt in der Oberpfalz. Die Pfarrei gehört zum Pfarrverband Pilsach-Oberwiesenacker im Dekanat Habsberg des Bistums Eichstätt. Das Bauwerk ist unter der Denkmalnummer D-3-73-153-23 als Baudenkmal in die Bayerische Denkmalliste eingetragen.

## Beschreibung
Die ursprünglich frühgotische Saalkirche mit einem Chorturm im Osten, der inzwischen mit einem achtseitigen Knickhelm bedeckt ist, wurde mehrfach, vor allem nach dem Brand von 1561 verändert. 1922/23 wurde ein neobarockes Langhaus mit einem eingezogenen, dreiseitig abgeschlossenen Chor im Norden nach einem Entwurf von Friedrich Haindl errichtet. Die alte Saalkirche wurde als Querschiff in den Neubau integriert.
Der Innenraum des neuen Langhauses ist mit einem Tonnengewölbe überspannt. Zur Kirchenausstattung gehört ein um 1760 gebauter Hochaltar, der 1947 aus der Pfarrkirche von Lichtenau übernommen wurde. Auf seinem Altarretabel ist der heilige Oswald dargestellt. Die Seitenaltäre stammen aus der Pfarrkirche von Wissing. Auf dem Schalldeckel der Kanzel befindet sich ein Pelikan als Symbol für Jesus Christus. Die Orgel wurde 1975 von Wilhelm Stöberl errichtet.